# Sir'Jabari Rice
Sir'Jabari Rice, né le 28 décembre 1998 à Houston dans le Texas, est un joueur américain de basket-ball mesurant 1,91 m et évoluant au poste d'arrière.

## Biographie

### Carrière professionnelle
En juillet 2023, il signe un contrat two-way en faveur des Spurs de San Antonio. Il est coupé en décembre 2023 sans avoir joué avec les Spurs.

## Palmarès
- First-team All-WAC (2020)
- 2× Second-team All-WAC (2021, 2022)
- Third-team All-Big 12 (2023)
- Big 12 Sixth Man of the Year (2023)